# Navarredondilla
Navarredondilla település Spanyolországban, Ávila tartományban. Navarredondilla Burgohondo, Navatalgordo, Navaquesera, Navalacruz és San Juan del Molinillo községekkel határos. Lakosainak száma 158 fő (2024).

## Népesség
A település népessége az utóbbi években az alábbiak szerint változott:
| Lakosok száma | 308  | 246  | 270  | 231  | 195  | 184  | 172  | 175  | 156  | 158  |
|               | 2001 | 2009 | 2011 | 2014 | 2016 | 2017 | 2019 | 2021 | 2022 | 2024 |